# Julian Coolidge
Julian Lowell Coolidge (Brookline, Massachusetts, 28 de setembro de 1873 – 5 de março de 1954) foi um matemático estadunidense.

## Formação e carreira
Graduado na Universidade Harvard e Universidade de Oxford.
Entre 1897 e 1899 lecionou na Groton School, onde Franklin D. Roosevelt foi um de seus alunos. Deixou a escola privada aaceitando um cargo para lecionar em Harvard, onde foi em 1902 professor assistente, afastando-se dois anos para prosseguir sua formação com estudos em Turim antes de obter um doutorado na Universidade de Bonn. Retornou então para lecionar em Harvard, onde permaneceu durante o resto de sua carreira acadêmica, interrompida somente durante um ano na Universidade de Paris como professor visitante.
Durante a Primeira Guerra Mundial serviu no Exército dos Estados Unidos na França. No final da guerra o governo francês concedeu-lhe a Ordem Nacional da Legião de Honra.
Coolidge retornou para lecionar em Harvard. Foi fellow da Academia de Artes e Ciências dos Estados Unidos. Coolidge foi presidente da Mathematical Association of America e vice-presidente da American Mathematical Society. Foi autor de vários livros de matemática e sobre a história da matemática.
Julian Coolidge morreu em 1954 em Cambridge, Massachusetts, aos 80 anos de idade.

## Obras
- J. L. Coolidge (1909) The elements of non-Euclidean geometry, Oxford University Press.
- J. L. Coolidge (1916) A Treatise on the Circle and the Sphere, Oxford University Press.[5]
- J. L. Coolidge (1924) The geometry of the complex domain, The Clarendon Press.
- J. L. Coolidge (1925) An introduction to mathematical probability, Oxford University Press.
- J. L. Coolidge (1931) A Treatise on Algebraic Plane Curves, Oxford University Press (Dover Publications 2004).
- J. L. Coolidge (1940) A history of geometrical methods,[6] Oxford University Press (Dover Publications 2003).
- J. L. Coolidge (1945) History of the conic sections and quadric surfaces, The Clarendon Press.[7]
- J. L. Coolidge (1949) The Mathematics Of Great Amateurs, Oxford University Press (Dover Publications 1963).